# Yenikənd (Siyəzən)
Yenikənd è un comune dell'Azerbaigian situato nel distretto di Siyəzən.